# Rami Dacia
Rami Dacia (fostă UPS Dacia) este o companie producătoare de diamante sintetice din România, înființată în anul 1974.
Rami Dacia este singurul producător de diamante sintetice din Romania și din Europa de Sud-Est.
În anul 2006, aproximativ 70% din cifra de afaceri a companiei era generată de producția de diamante, iar restul, din fabricarea de produse abrazive.
De asemenea, două treimi din producție era exportată, principala destinație fiind Olanda.
Proprietarul companiei este Asociatia Salariaților Rami Dacia.
Producția fabricii era de peste 6 milioane de carate de diamant sintetic în anul 2004, scăzând la 2,7 milioane carate în anul 2005.
Societatea a fost subordonată Ministerului de Interne până în anul 2005, când a fost preluată de AVAS.
În decembrie 2006, compania Rami Dacia a fost privatizată, Asociația Salariaților preluând pachetul de 100% din acțiuni de la AVAS.
Întreaga tranzacție a fost în valoare de 8,4 milioane euro, din care prețul pachetului de acțiuni a reprezentat 4,5 milioane euro, 2 milioane euro investiții de dezvoltare, un milion euro în capital de lucru și 830 mii euro, investiții de mediu.
Cifra de afaceri
- 2005: 3 milioane lei[1]
- 2004: 4 milioane dolari[5]

## Istoric
Producția de diamante sintetice în România a pornit de la o necesitate: Casa Poporului, Canalul Dunăre-Marea Neagră, Metroul din București sau șantierele de construcții de locuințe solicitau scule dintre cele mai performante pentru tăierea și șlefuirea unor materiale dure.
Cum importurile erau drastic controlate, soluția era ca aceste scule diamantate să fie produse în țară.
Tehnicieni și cadre universitare au primit astfel ordinul de a pune la punct in România o fabrică de diamante sintetice.
Primele cristale de diamant sintetic au fost obținute în România în toamna anului 1974 iar producția la nivel industrial a început în anii 1977-1978.
Ulterior și alte țări din blocul comunist au demarat producția de diamante sintetice, niciuna însă nu a reușit să obțină calitatea atinsă de fabrica românească.
Numele de Rami Dacia vine de la „Regia Autonomă a Ministerului de Interne”.
După 1990 numele societății nu a mai fost schimbat, datorită notorietății pe care o căpătase de-a lungul timpului.

## Vezi și
- Lista producătorilor de diamante sintetice⁠(en)[traduceți]